# Sechs Dynastien
Sechs Dynastien (chinesisch 六朝, Pinyin Liù Cháo; 220–589 oder 222–589) ist ein Sammelbegriff für sechs von Han regierte Chinesische Dynastien, die vom frühen 3. Jahrhundert bis zum späten 6. Jahrhundert n. Chr. existierten. Die Zeit der sechs Dynastien überschnitt sich mit der Ära der sechzehn Königreiche, einer chaotischen Kriegsphase in Nordchina nach dem Zusammenbruch der westlichen Jin-Dynastie. Der Begriff Wei, Jin, südliche und nördliche Dynastien (魏晉南北朝) wird auch von chinesischen Historikern verwendet, wenn sie sich auf die historische Periode der sechs Dynastien beziehen, obwohl sich beide Begriffe nicht auf genau dieselben Dynastien beziehen.

## Sechs Dynastien mit Hauptstädten in Jiankang
Die sechs Dynastien mit Sitz in Jiankang (im modernen Nanjing) waren:
1. Östliche Wu-Dynastie (222–280)
2. Östliche Jin-Dynastie (317–420)
3. Liu-Song-Dynastie (420–479)
4. Südliche Qi-Dynastie (479–502)
5. Liang-Dynastie (502–557)
6. Chen-Dynastie (557–589)

Xu Song (許嵩) aus der Tang-Dynastie schrieb ein Buch mit dem Titel Veritable Records of Jiankang (建康實錄), das einen historischen Bericht über Jiankang liefert, der zu dieser Liste führte.

## Poesie in den Sechs Dynastien
Die sechs Dynastien waren eine wichtige Ära in der Geschichte der chinesischen Poesie, besonders bemerkenswert für ihre offenen (für die klassische chinesische Poesie) Beschreibungen von Liebe und Schönheit. Besonders wichtig und häufig ins Englische übersetzt ist die Anthologie New Songs from the Jade Terrace, zusammengestellt von Xu Ling (507–83), unter der Schirmherrschaft von Kronprinz Xiao Gang (später Kaiser Jianwen) der Liang-Dynastie. Ebenfalls bedeutsam ist der Zi Ye- oder "Lady Midnight"-Stil, der angeblich von einem gleichnamigen professionellen Sänger der Jin-Dynastie aus dem vierten Jahrhundert stammt.

## Vermächtnis
Das erstes Mal in der Geschichte, dass sich das politische Zentrum Chinas im Süden befand, mit einem Anstieg der Bevölkerung und der kontinuierlichen Entwicklung von Wirtschaft und Kultur, verwandelte Südchina von abgelegenen Gebieten in das Wirtschaftszentrum, das mit dem Norden ab der Tang-Dynastie konkurrieren kann.
Buddhismus blühte in den sechs Dynastien (und gleichzeitig in den nördlichen Dynastien) auf und ist seitdem eine wichtige Religion in China.
Der japanische Gelehrte Tanigawa Michio analysierte die Zeit der sechs Dynastien, um allgemeine Theorien über die historische Entwicklung Chinas zu testen. Einige Denker, schreibt Tanigawa, argumentieren, dass China dem festgelegten europäischen Muster folgte, das Marxisten und liberale Denker für universell hielten, d. h. von der alten Sklaverei über den mittelalterlichen Feudalismus bis hin zum modernen Kapitalismus, während andere argumentieren, dass „Die chinesische Gesellschaft war im Vergleich zum Westen außerordentlich mit Stagnation gesättigt, und sie gehen davon aus, dass sie in einer qualitativ anderen historischen Welt existierte als die westliche Gesellschaft.“ Das heißt, es gibt einen Streit zwischen denen, die „unilineare, monistische Weltgeschichte“ sehen, und denen, die sich eine „zweispurige oder mehrspurige Weltgeschichte“ vorstellen. Tanigawas Schlussfolgerung ist, dass China keinen „Feudalismus“ in dem Sinne hatte, den Marxisten verwenden, sondern dass die Militärregierungen keine militärische Aristokratie entwickelt haben, wie sie sich in Europa entwickelt hat. Die Periode etablierte soziale und politische Muster, die Chinas Geschichte von diesem Zeitpunkt an prägten.